# Huasco (tỉnh)
Tỉnh Huasco là một tỉnh ở vùng Atacama, Chile. Tỉnh này có diện tích 18.201,5 ki-lô-mét vuông, dân số theo điều tra năm 2002 của Chile là 66.491 người. Tỉnh lỵ đóng ở thành phố Huasco. 

## Các đô thị ở tỉnh Huasco
Tỉnh này có 4 đô thị (comuna):
- Vallenar
- Freirina
- Huasco
- Alto del Carmen